# Golz
Golz är ett berg i Österrike.   Det ligger i distriktet Hermagor och förbundslandet Kärnten, i den centrala delen av landet, 290 km sydväst om huvudstaden Wien. Toppen på Golz är 2 004 meter över havet, eller 768 meter över den omgivande terrängen. Bredden vid basen är 9,6 km.
Terrängen runt Golz är bergig österut, men västerut är den kuperad. Närmaste större samhälle är Hermagor, 5,0 km söder om Golz. 
I omgivningarna runt Golz växer i huvudsak blandskog. Runt Golz är det ganska glesbefolkat, med 30 invånare per kvadratkilometer.